# قيادة عنصر العمليات الخاصة (نيوزيلندا)
توفر قيادة عنصر العمليات الخاصة (SOCNZ) القيادة والإشراف على وحدة القوات الخاصة التابعة لقوات الدفاع النيوزيلندية، الفوج الأول للخدمات الجوية الخاصة النيوزيلندية، وتتبع لقائد القوات المشتركة النيوزيلندية للعمليات. يقودها عقيد (قائد عنصر العمليات الخاصة، SOCC). وقد تأسست في البداية في عام 2008 كمديرية العمليات الخاصة، وتم توسيع دورها عندما أعيدت تسميتها كقيادة مكون العمليات الخاصة في 1 يوليو 2015.

## التاريخ والدور
في 25 آب/أغسطس 2008، أنشئت مديرية العمليات الخاصة كعنصر من عناصر مقر قيادة قوات الدفاع النيوزيلندية. وينص الموقع الإلكتروني لقوات الدفاع النيوزيلندية على أن دور المديرية هو ”تخفيف العبء العملياتي والاستراتيجي“ على قائد القوات الجوية الخاصة النيوزيلندية، وأن المديرية توفر ”مقر قيادة للعمليات الخاصة على المستوى الاستراتيجي“.  
تم تغيير اسم مديرية العمليات الخاصة إلى قيادة عنصر العمليات الخاصة في 1 يوليو 2015.    رافق هذا التغيير في التسمية توسع كبير في دور الوحدة، حيث أصبحت قيادة العمليات الخاصة معادلة لقيادات المكونات البحرية والبرية والجوية في قوات الدفاع النيوزيلندية. تتبع وحدة تنسيق العمليات الجوية الخاصة لقائد القوات المشتركة النيوزيلندية فيما يتعلق بالعمليات، ولقائد قوات الدفاع وقائد الجيش فيما يتعلق بالمهام الأخرى. كما يتبع الفوج الأول للخدمات الجوية الخاصة النيوزيلندية مباشرة إلى مركز العمليات الجوية الخاصة. ويحتفظ مركز العمليات الجوية الخاصة النيوزيلندية بعنصر اتصال للعمليات الخاصة في مقر قيادة القوات المشتركة النيوزيلندية، وهو مسؤول عن قدرات قوات الدفاع النيوزيلندية في مجال مكافحة الأجهزة المتفجرة المرتجلة.  ظلت شارة وشعار SOCNZ كما هي في المديرية مع تعديل الاسم.. 